# جويل لاماه
جويل كولين لاماه (بالإنجليزية: Lamah Keoulen Joel)‏ لاعب كرة قدم غيني ، يلعب في مركز خط وسط الهجومي .
وقد سبق له اللعب لنادي الداخلية وأعير إلى نادي ظفار في موسم 2012–2013 و بعدها لعب مع نادي إنبي و نادي بيتروجيت ونادي النجوم و نادي الانتصار .

وأول مشاركة له مع المنتخب الغيني كانت أمام المنتخب المصري في 30 أغسطس 2016.

## روابط خارجية
- جويل لاماه